# Fabresema gerardi
Fabresema gerardi är en fjärilsart som beskrevs av Holloway 1979. Fabresema gerardi ingår i släktet Fabresema och familjen björnspinnare. Inga underarter finns listade i Catalogue of Life.